# Mircea Filimon
Mircea Filimon (n. 29 iunie 1947, Focșani) este un fost deputat român în legislatura 1990-1992, ales în județul Vrancea pe listele partidului FSN. În cadrul activității sale parlamentare, Mircea Filimon a fost membru în grupurile parlamentare de prietenie cu Canada, Regatul Unit al Marii Britanii și Irlandei de Nord, Republica Coreea. 
Sotie: Mariana Filimon (10 aprilie1947) 
Copii: Ioana-Camelia Filimon (05 martie 1974), Mircea-Camil Filimon (09 noiembrie 1981) 

### Studii
- 1954-1961, Liceul I. Slavici, Panciu, Vrancea
- 1965-1970,  Institutul Politehnic Iași, Facultatea Electrotehnica, sectia Electromecanică
- 1973-1977,  ASE București, Facultatea Comerț exterior, Relații economice internaționale

### Locuri de muncă
- 1970-1990, MOPAF Focșani, inginer stagiar, șef birou energetic, șef birou comerț exterior
- 1990-1992, Parlamentul României, deputat
- 1993-1996, MOPAF Focșani, consilier comercial

### Detașări
- 1981-1984, Seromwood Industries Limited, Calabar. Societate mixtă română-nigeriana
- 1986 (3 luni), Ambasada României în Egipt, Cairo, reprezentant comercial
- 1989 (3 luni), Ambasada României în Algeria, Alger, reprezentant comercial